# Ohvida fulvorufa
Ohvida fulvorufa là một loài nhện trong họ Ctenidae.
Loài này thuộc chi Ohvida. Ohvida fulvorufa được Pelegrin Franganillo-Balboa miêu tả năm 1930.